# مای سین
مای سین (به انگلیسی: my scene) مجموعهٔ عروسک مد آمریکایی می‌باشد که توسط متل در سال ۲۰۰۲ عرضه شد. عروسک‌های مای سین یک زیرمجموعه از عروسک‌های باربی متل بودند و همچنین به‌عنوان عروسک‌های برند باربی نیز محسوب می‌شوند.